# Martin Hellström

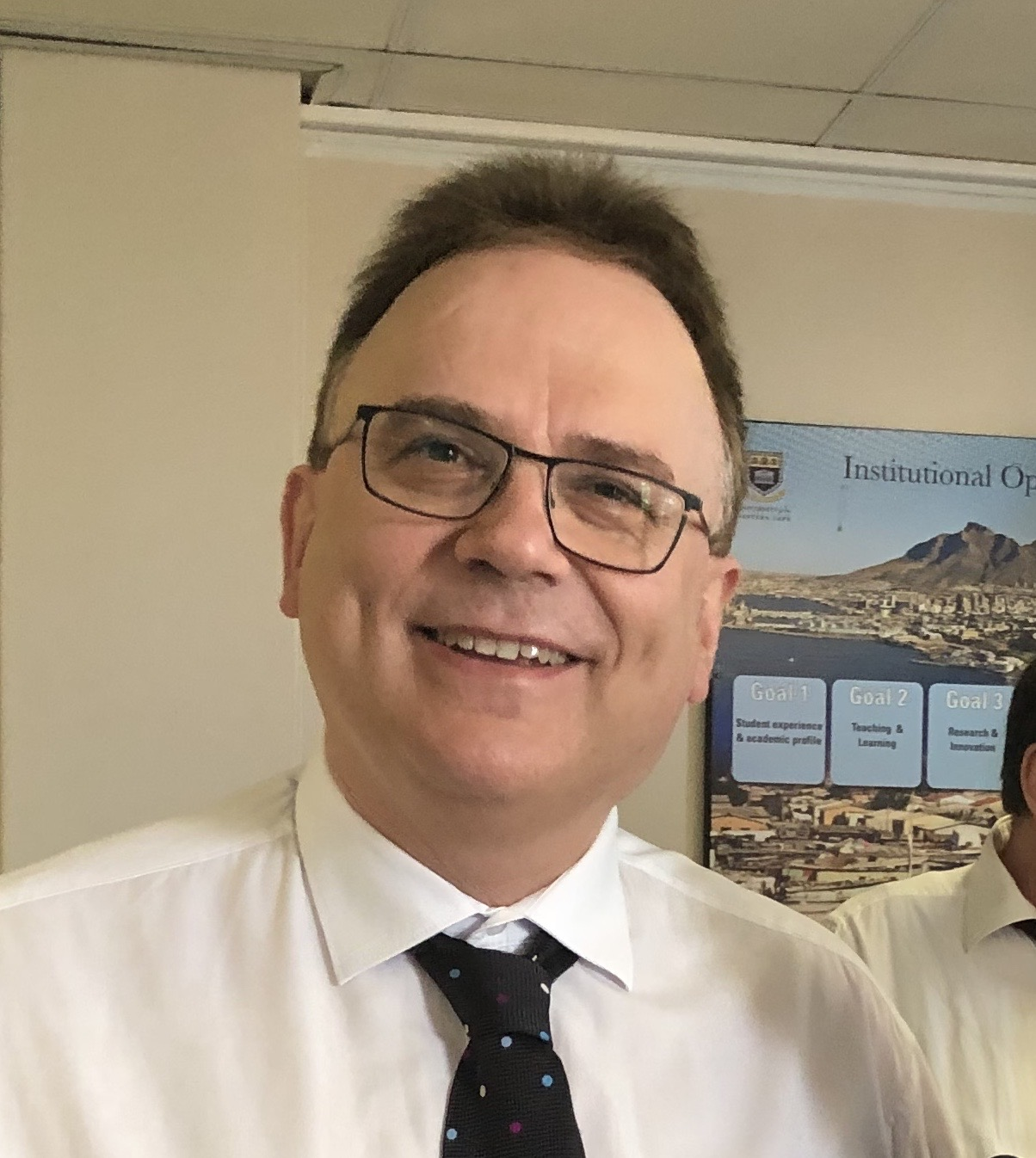
Martin Hellström under ett studiebesök på University of the Western Cape i Sydafrika (februari 2020).

Martin Hellström (tidigare Todtenhaupt), född 11 april 1962 i Essen i Tyskland, är en svensk professor och rektor för Mälardalens universitet. 
Han växte upp i Essen och studerade vid Ruhr-Universität Bochum (RUB) till gymnasielärare. Han var amanuens vid ”Lehrstuhl für alte Kirchengeschichte” (Prof. Dr. Wilhelm Geerlings) under åren 1985–1989. 1990 disputerade han vid RUB i germanistik med avhandlingen ”Veritas amoris. Die ’Tristan’-Konzeption Gottfrieds von Straβburg” hos Prof. Dr. Klaus Hufeland. Han var stipendiat i Konrad-Adenauer-Stiftung (1984–1988) och erhöll 1989 ett doktorandstipendium (Stipendium nach dem Gesetz zur Förderung wissenschaftlichen und künstlerischen Nachwuchses des Landes Nordrhein-Westfalen).
1991 kom han som utländsk lektor till Umeå universitet och var sedan lektor och ämnesansvarig för ämnet tyska vid Mitthögskolan (1993–1994) innan han blev lektor i tyska med litteraturvetenskaplig inriktning vid Göteborgs universitet (1995–2011). Där var han prefekt för Institutionen för tyska och nederländska (1997–2001 samt 2006–2007) och sedan prodekan för Humanistiska fakulteten (2007–2011). 
2003 blev han docent i tyska och befordrades till professor i tyska med litteraturvetenskaplig inriktning vid Göteborgs universitet 2011. Åren 2011–2016 hade han uppdraget som prorektor vid Högskolan i Borås och blev 2012 professor i litteraturvetenskap vid Högskolan i Borås. 2014–2016 var han ledamot i juryn för Borås Tidnings debutantpris, 2016 utsågs han till hedersmedlem vid Studentkåren i Borås och 2022 till hedersmedlem vid Studentkåren vid Högskolan Väst.
Mellan den 1 januari 2017 och den 30 september 2022 var han rektor för Högskolan Väst i Trollhättan.
Han tillträdde tjänsten som rektor vid Mälardalens universitet den 1 oktober 2022.